# Jan Tomkowski

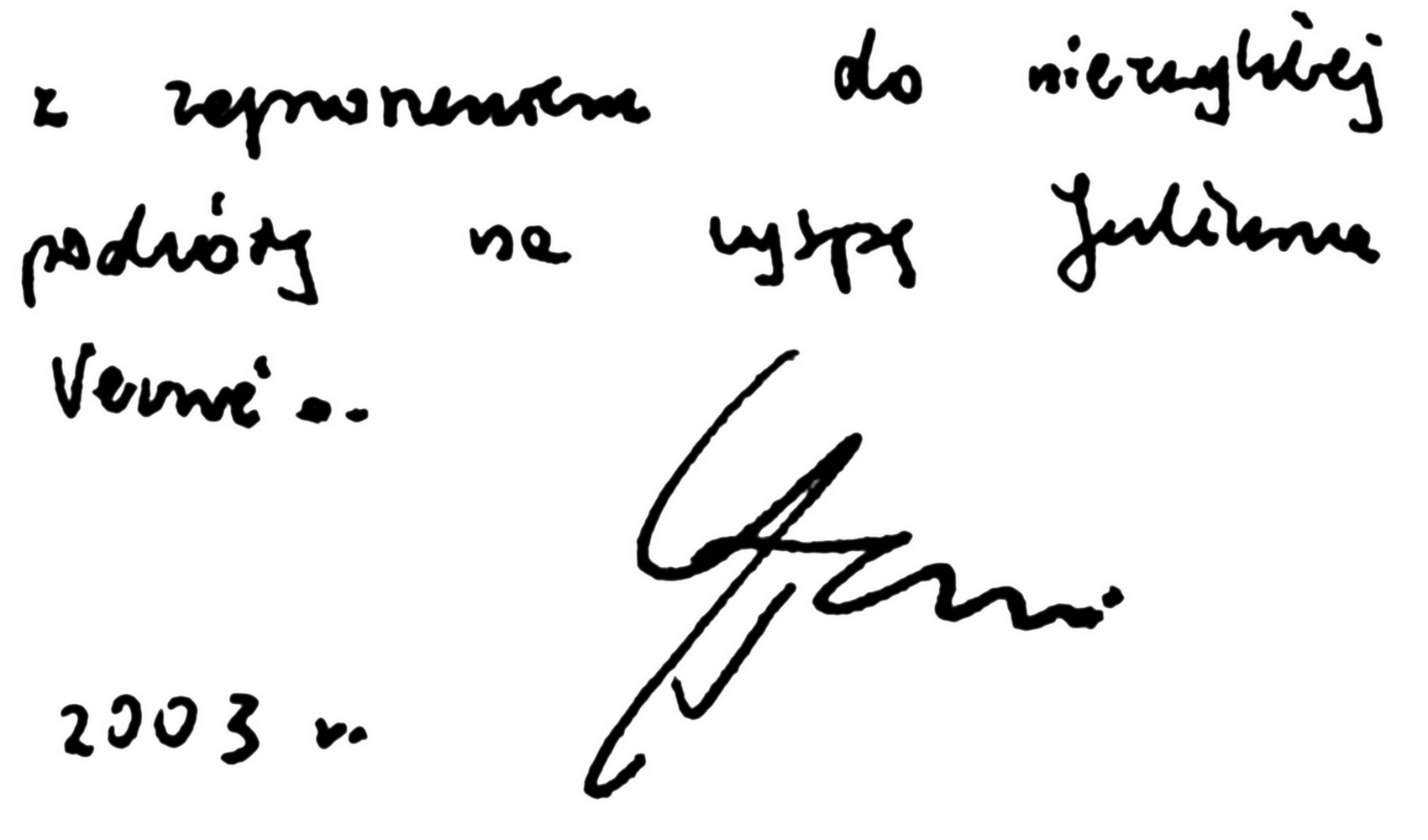
Autograf z dedykacją

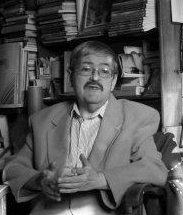
Jan Tomkowski (2015)

Jan Tomkowski (ur. 22 sierpnia 1954 w Łodzi, zm. 15 lipca 2024 w Warszawie) – polski doktor habilitowany nauk humanistycznych, profesor historii literatury polskiej w Instytucie Badań Literackich Polskiej Akademii Nauk. W 1990 był współzałożycielem Stowarzyszenia Pisarzy Polskich.

## Życiorys
Filologię polską oraz filozofię studiował na Uniwersytecie Łódzkim. Magistrem filologii został w 1977, a magistrem filozofii w 1979. Urodzony w Łodzi, został warszawiakiem z wyboru. W niezależnej gazecie Wiadomości dnia od 1990 był kierownikiem działu kultury. Zadebiutował literacko w 1977. Publikował również pod pseudonimem Stanisław Krzysztofowicz. Z IBL związany od 1979, tamże uzyskał doktorat i habilitację: w 1985 stopień naukowy doktora, a 25  września 1995 stopień naukowy doktora habilitowanego. Pracę doktorską napisał pod kierunkiem profesor Marii Żmigrodzkiej. Tytuł profesora w dziedzinie nauk humanistycznych uzyskał w 2003. Pracował jako wykładowca na filologii polskiej i dziennikarstwie (Uniwersytet Warszawski) oraz na dziennikarstwie (Akademia Świętokrzyska w Kielcach). Z kielecką uczelnią związany w latach 1998–2004.
Wyjeżdżał na zagraniczne stypendia naukowe: do Francji w 1990 i 1993, a w 1991 do Londynu na stypendium od British Academy.
Historyk literatury, prozaik, eseista, autor podręczników do literatury polskiej i powszechnej (m.in. Literatura powszechna według Jana Tomkowskiego), analityk literatury m.in. Adama Mickiewicza i Juliusza Verne’a. Wykładał gościnnie w Studium Literacko-Artystycznym na Uniwersytecie Jagiellońskim w Krakowie. Zapraszany był do udziału w programach radiowych oraz uczestniczył w spotkaniach autorskich. Oczekuje na druk w Wydawnictwie IBL ostatnia książka uczonego – Wyspa umarłych.
Nominowany do Nagrody Literackiej Gdynia 2011 w kategorii eseistyka za Klasztor Maulbronn. Laureat nagrody miesięcznika „Nowe Książki” za 2020. W 2021 otrzymał nagrodę Skrzydła Dedala, przyznawaną corocznie przez Bibliotekę Narodową w Warszawie, za całokształt twórczości. Był jurorem Olimpiady Literatury i Języka Polskiego.
18 lipca 2024 został pochowany w Łodzi, na cmentarzu na osiedlu Mania.

## Publikacje
Źródło: Instytut Badań Literackich PAN
- Juliusz Słowacki i tradycje mistyki europejskiej, Państwowy Instytut Wydawniczy, 1984, ISBN 83-06-01124-4
- Ragadon, Wydawnictwo Łódzkie, 1986, ISBN 83-218-0554-X
- Juliusz Verne – Tajemnicza wyspa?, Wydawnictwo Łódzkie, 1987, ISBN 83-218-0605-8
- Opowieści Szeherezady, Wydawnictwo Iskry, 1989, ISBN 83-207-1182-7
- Jerzy Stempowski, Interim, 1991, ISBN 83-85083-12-X
- Ewa Kozubska, Jan Tomkowski Mistyczny świat Williama Blake’a, Wydawnictwo „Warsztat specjalny”, 1993, ISBN 83-900551-3-9
- Mój pozytywizm, Instytut Badań Literackich PAN, 1993, ISBN 83-85605-16-9
- Literatura polska, Państwowy Instytut Wydawniczy, 1993, ISBN 83-06-02927-5
- Literatura powszechna, Prego 1995, dalsze wydania Świat Książki, ISBN 83-7227-640-4
- Dwadzieścia lat z literaturą 1977-1996, Państwowy Instytut Wydawniczy 1998, ISBN 83-06-02671-3
- Dzieje myśli, Państwowy Instytut Wydawniczy, 1997, ISBN 83-06-02528-8
- Dom chińskiego mędrca, Państwowy Instytut Wydawniczy, 2000, ISBN 83-06-02799-X
- Młoda Polska, Wydawnictwo Naukowe PWN, 2001, ISBN 978-83-01-13570-6
- Pokolenie Gombrowicza. Narodziny powieści XX wieku w Polsce, Czytelnik, 2001, ISBN 83-07-02838-8
- Jan Tomkowski (red.) Słownik pisarzy polskich, Horyzont, 2002, ISBN 83-7311-294-4
- Samobójcy i marzyciele – o zabijaniu poetów, Wydawnictwo Akademii Świętokrzyskiej, 2002, ISBN 83-7133-196-7
- Historia myśli od starożytności do XX wieku, Świat Książki, 2002, ISBN 83-7311-453-X
- Zamieszkać w Bibliotece, Dom na wsi, grudzień 2004, ISBN 83-919992-2-X
- Wspomnienia o Leopoldzie Buczkowskim, Dom na wsi, 2005, ISBN 83-919992-6-2
- Dzieje literatury powszechnej, Świat Książki, 2008, ISBN 978-83-247-0632-7
- Ciemne skrzydła Ikara. O rozpaczy, Wydawnictwo Iskry, 2010, ISBN 978-83-244-0094-2
- Klasztor Maulbronn, Wydawnictwo Dom na wsi, 2010, ISBN 978-83-61004-05-9
- Nie ma Pauliny, Wydawnictwo Nowy Świat, 2011, ISBN 978-83-7386-441-2
- Judasz z ulicy Iglastej, Wydawnictwo Nowy Świat, 2012, ISBN 978-83-7386-476-4
- Moja historia eseju, Wydawnictwo Dwa kolory, 2013[25], ISBN 978-83-936533-4-8
- Wojna książek. Biblioteka i historia literatury, Instytut Badań Literackich PAN, 2013, ISBN 978-83-61750-31-4
- Czarny elementarz, Dwa kolory, 2014, ISBN 978-83-64649-02-8
- Najkrótsza historia literatury polskiej, Dwa kolory, 2015, ISBN 978-83-64649-14-1
- Szkice młodopolskie, Instytut Badań Literackich PAN, 2016, ISBN 978-83-65573-55-1
- Polski esej literacki. Antologia, Wydawnictwo Ossolineum, 2017, seria: Biblioteka Narodowa, ISBN 978-83-65588-26-5[26][27]
- Jesień, Wydawnictwo „Arkady”, 2018, ISBN 978-83-213-5032-5
- Pan Tadeusz – poemat metafizyczny, Wydawnictwo Ossolineum, 2019, ISBN 978-83-66267-13-8
- Liść Kartezjusza. 69 opowiadań, Bel-druk 2020, ISBN 978-83-64998-30-0
- Szkice o literaturze XX wieku, Instytut Badań Literackich PAN, 2020, ISBN 978-83-66448-39-1
- Klan Wyspiańskich, Wydawnictwo „Arkady”, 2020, ISBN 978-83-213-5106-3
- Żyrafa Einsteina. 69 opowiadań, Bel-druk 2021, ISBN 978-83-64998-38-6
- Słońce Turinga. 69 opowiadań, Bel-druk 2022, ISBN 978-83-64998-44-7
- Paul Valéry. Siedem szkiców, Wydawnictwo Satus 2023, ISBN 978-83-67771-06-1
- Zanim przyjdą Chińczycy, Księgarnia Akademicka 2024, ISBN 978-83-8368-012-5

## Filmografia
- Jakob Böhme – życie i twórczość, film dokumentalny w reżyserii Łukasza Chwałko. Premiera odbyła się 4 czerwca 2016 w Zgorzelcu[28].